# Nilvange
Nilvange es una comuna francesa situada en el departamento de Mosela, en la región de Gran Este.

## Demografía
| 9337 | 8136 | 7018 | 5944 | 5583 | 5286 | 4430 |
| Para los censos de 1962 a 1999 la población legal corresponde a la población sin duplicidades (Fuente: INSEE [Consultar]) |      |      |      |      |      |      |